# Abril Music
A Abril Music foi uma gravadora brasileira. A empresa atuou por pouco tempo, mas teve artistas premiados pela ABPD, com discos de ouro, platina, múltiplos de platina e diamante.
A Abril Music foi um dos primeiros casos no Brasil de sucumbência de uma grande gravadora em relação à pirataria. Criada como um braço musical do Grupo Abril, era conhecida pelas revistas e por ser ex-controladora da MTV Brasil. Em 2003, retirou-se estrategicamente desse mercado tendo em seu cast artistas como Black Alien, Falamansa, CPM 22, Gal Costa, Rita Lee, Titãs, Capital Inicial e Bruno & Marrone.
Ao encerrar suas atividades, a Abril Music tinha em mãos um elenco de 38 artistas e mais de 800 títulos, divididos entre CDs e DVDs, com a 7ª posição no mercado nacional, tendo em suas mãos 4,7% do mercado, segundo a ABPD. O fim da gravadora, de acordo com o vice-presidente superintendente da Unidade de Negócios Jovem, Giancarlo Civita, aconteceu devido à alta competitividade das majors e principalmente por causa da pirataria. O seu catálogo e contratos acabaram sendo vendidos no mercado para a BMG e a Deckdisc. Porém, foi mantido pelo Grupo Abril para um possível uso futuro.
A Abril Music passou a relançar DVDs musicais lançados originalmente pela Top Tape, tanto no período em que ainda existia até o fim das atividades em 2002. Até então, quase todo o catálogo musical deteriorado por esta empresa foi lançado antes da Abril Music fechar as portas em 2003. O selo foi mantido pela Top Tape e anos mais tarde foi usado por empresas parceiras. Em meados dos anos 2000, a Coqueiro Verde Records passa relançar os projetos em DVD da Top Tape.

## Artistas

### Axé music / pagode
- Adryana & A Rapaziada
- As Meninas
- Asa de Águia
- Babado Novo
- Banda Eva
- Cheiro de Amor
- Chiclete com Banana
- É o Tchan!
- Harmonia do Samba
- Jammil e Uma Noites
- Olodum
- Terra Samba

### Forró / sertanejo
- Bruno & Marrone
- Edson & Hudson
- Falamansa
- Frank Aguiar
- Rastapé

### Pop / rock
- Acústicos & Valvulados
- Capital Inicial
- Deborah Blando
- Erasmo Carlos
- Inocentes
- Ira!
- Kiko Zambianchi
- Los Hermanos
- Marcelo Nova
- Marina Lima
- Matanza
- Mundo Livre S/A
- Nila Branco
- Os Ostras
- Sérgio Britto
- Titãs
- Twister
- Ultraje a Rigor

### MPB / diversos
- Alceu Valença
- Gal Costa
- Ivan Lins
- José Augusto
- Lady Zu
- Lais Yasmin
- Maurício Manieri
- Marcelo Augusto
- Vanessa da Mata

### Rock / heavy metal
- Black Sabbath
- Emerson, Lake & Palmer
- Helloween
- Motörhead
- Nazareth
- Uriah Heep

### Infantil
- Mulekada